# Skhour Rehamna (kommun)
Skhour Rhamna (franska: Skhour Rhamna (CR), Skhour Rhamna (Commune Rurale), arabiska: سيدي غانم) är en kommun i Marocko.   Den ligger i provinsen Rehamna och regionen Marrakech-Safi, 200 km sydväst om huvudstaden Rabat. Antalet invånare är 9 989.